# ソーマ・プラバー
ソーマ・プラバー（Somaprabha）は、インド神話におけるアスラ族の娘。
父はアスラ族の偉大な建築家マヤースラ、長女はスヴァヤム・プラバーでマヤースラの次女になる。長女スヴァヤム・プラバーは処女で未婚のまま父のもとにおり、ソーマ・プラバー自身は夜叉族の王クベーラの子ナラクーバラに嫁いだ。
人間の王女カリンガゼーナと親友である。カリンガゼーナは魔法で動く人形に感動して一日中何も食べないほどであった。カリンガゼーナは両親にソーマ・プラバーを見せた。ソーマ・プラバーあまりにの美しさに両親は「好きなように楽しんできなさい」と言ったという。その後ヴィンディア山中にある父マヤースラの宮殿に到着し不死になれる実をカリンガゼーナに与えた。その後カリンガゼーナの王宮に戻った。2人はその後しばらく過ごしたがソーマ・プラバーはカリンガゼーナに「あなたが結婚したら友達の夫は決して見てはならない」と言う。

## アスラの都城
岩本裕は、アスラの都城の遊園の様子を
と訳している。